# Барлицкий, Норберт Станислав
Норберт Станислав Барлицкий (пол. Norbert Stanisław Barlicki; 6 июня 1880, Сецехув — 27 сентября 1941, Освенцим) — польский политик, государственный и общественный деятель, руководитель Польской социалистической партии, публицист, редактор.

## Биография
С 1902 года — член Польской социалистической партии (ППС). В 1905—1906 годы — участник революции в Домбровском бассейне, Варшаве, Лодзи. До Первой года мировой войны — приверженец левого крыла ППС. В 1917—1937 годы — член Главного совета ППС, в 1926—1931 годы — председатель Центрального исполнительного комитета ППС.
С 17 ноября 1918 по 16 января 1919 года занимал должность вице-министра внутренних дел; способствовал подавлению революционного движения в Польше. В 1919—1933 годы — депутат сейма; министр общественных работ (1926).
Один из организаторов и руководитель блока реформистских партий («Центролев») (1929—1930). Убедившись, что политика ППС облегчила установление фашистской диктатуры (май 1926), Барлицкий перешёл на позиции левых в ППС, а затем стал сторонником единого фронта с Коммунистической партией. В 1936—1937 годы — редактор единофронтового «Dziennika Popularnego». Правое руководство отстранило его от работы в ППС (1939). Во время германской оккупации Барлицкий в подполье собирал силы левого крыла ППС. 21 апреля 1940 года арестован гестапо. Умер в Освенциме.

## Семья
Отец — Адольф, придворный чиновник; мать — Фелиция, урождённая Канаркевич.
Первая жена (вышла замуж в 1903 году) — Ядвига, урождённая Жуковская (1880—1962); вторая жена — Елена, урождённая Тарнович; третья жена (вышла замуж в 1922 году) — Станислава, урождённая Кульская.
Сестра Юлиана (1892—1976), с 1935 года сотрудник мэрии Варшавы.